# Manfrini
Manfrini, właśc. Antônio Manfrini Neto (ur. 23 czerwca 1950 w São Paulo) – piłkarz brazylijski, występujący na pozycji pomocnika.

## Kariera klubowa
Karierę piłkarską Manfrini rozpoczął w klubie Ponte Preta Campinas w 1967. W oficjalnym meczu zadebiutował w wygranym 1-0 meczu z Votuporanguense. W latach 1972–1973 występował w SE Palmeiras. W latach 1973–1975 był zawodnikiem Fluminense FC. Z Fluminense dwukrotnie zdobył mistrzostwo stanu Rio de Janeiro – Campeonato Carioca w 1973 i 1975.
We Fluminense 26 sierpnia 1973 w zremisowanym 0-0 meczu z Tiradentes Teresina Manfrini zadebiutował w lidze brazylijskiej. W barwach tricolor rozegrał 157 meczów, w których strzelił 62 bramki. W latach 1976–1979 występował w Botafogo FR.
Ostatni raz w lidze wystąpił 15 listopada 1979 w zremisowanym 0-0 meczu z Figueirense FC. Ogółem w lidze brazylijskiej Manfrini rozegrał 92 spotkania, w których strzelił 26 bramek. Karierę zakończył w Juventusie São Paulo w 1980.

## Kariera reprezentacyjna
W reprezentacji Brazylii Manfrini jedyny raz wystąpił 19 grudnia 1973 w wygranym 2-1 towarzyskim meczu z Drużyną Gwiazd Ligi Brazylijskiej. Nigdy nie wystąpił w reprezentacji w oficjalnym meczu międzypaństwowym.